# Slobidka-Humenețka, Camenița
Slobidka-Humenețka (în ucraineană Слобідка-Гуменецька) este un sat în comuna Humenți din raionul Camenița, regiunea Hmelnîțkîi, Ucraina.

## Demografie
Componența lingvistică a localității Slobidka-Humenețka
     Ucraineană (99,27%)
     Alte limbi (0,73%)
Conform recensământului din 2001, majoritatea populației localității Slobidka-Humenețka era vorbitoare de ucraineană (99,27%), existând în minoritate și vorbitori de alte limbi.